# Генрих III (маркграф Мейсена)
Генрих III Светлейший (нем. Heinrich III. der Erlauchte; 21 мая/23 сентября 1218 — 15 февраля 1288, Дрезден) — маркграф Мейсена и Нидерлаузица с 1221 года, ландграф Тюрингии и пфальцграф Саксонии с 1247 года, сын маркграфа Дитриха I Угнетённого и Ютты Тюрингской.

## Биография

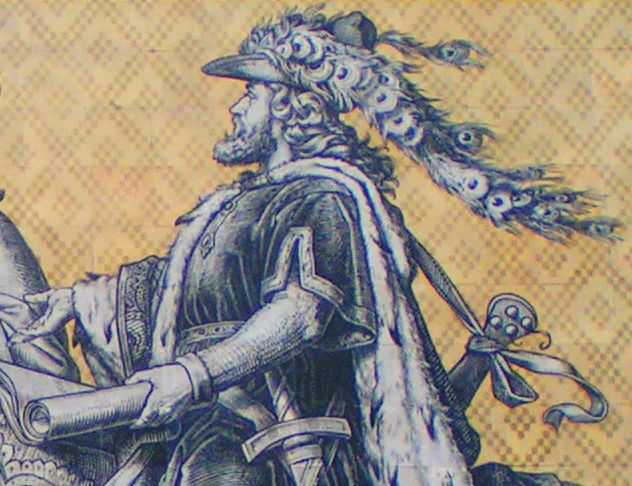
Генрих III на панно «Шествие князей»

Точная дата рождения Генриха неизвестна. Согласно исследованиям Вольфа Лутца он родился в период между 21 мая и 23 сентября 1218 года.
В 1221 году умер отец Генриха, маркграф Дитрих I. Его владения, в состав которых входили Мейсенская марка и Нижнелужицкая марка, унаследовал Генрих. Поскольку Генрих тогда был ещё ребёнком, то регентом был назначен брат его матери, ландграф Тюрингии Людвиг IV Святой, а после его смерти в 1227 — герцог Саксонии Альбрехт I.
В 1230 году Генрих был объявлен совершеннолетним. В 1237 году он принял участие в крестовом походе против пруссов. Вскоре у него возник конфликт с маркграфами Бранденбурга Иоганна I и Оттона III. Однако попытки расширить территорию Нижнелужицкой марки за счет Бранденбурга оказалась неудачной. В результате шестилетней войны проигравшим оказался Генрих, который был вынужден уступить Бранденбургу Тельтов, Кёпеник и Миттенвальде. Также неудачной была попытка захватить Барним около Гёнова. Однако Генриху удалось присоединить к своим владениям область Шидло, где он основал Фюрстенберг на Одере.
Во время борьбы императора Фридриха II Гогенштауфена против папы римского, Генрих держал сторону императора. В награду император в 1242 году пожаловал Генриха ленами в Тюрингии и Саксонском Пфальце, а в 1243 году обручил свою дочь с сыном Генриха Альбрехтом.
После смерти в 1247 году ландграфа Тюрингии Генриха IV Распе Генрих предъявил права на его наследство, как сын Ютты Тюрингской, сестры Генриха Распе. Несмотря на то, что Генрих захватил Тюрингию и Саксонский Пфальц, ему пришлось бороться против Софии, дочери ландграфа Людовика IV Святого и жены герцога Брабанта Генриха II. В итоге началась война за Тюрингское наследство, которая продолжалась до 1264 года. По ее итогам из Тюрингии было выделено ландграфство Гессен, доставшееся сыну Софии Генриху I. Однако оставшаяся часть значительно увеличила веттинские владения, которые простирались от Одера до Верры и от Рудных гор до Гарца.
В 1265 году Генрих произвёл раздел своих владений. Старшему сыну Альбрехту II досталась Тюрингия и Саксонский Пфальц, второму, Дитриху — Остерланд (Ландсбергскую марку). Себе Генрих оставил Мейсен и Нижнелужицкую Марку.
Последние годы жизни Генриха прошли в конфликтах с сыновьями. Умер он 15 февраля 1288 года в Дрездене. Похоронили Генриха в монастыре Альтцелла.
Также Генрих известен как миннезингер. Его поэмы есть в Манесском кодексе. Литературоведы обозначают его как Генрих Мейсенский, однако это иногда приводит к путанице с миннезингером Генрихом фон Мейсеном по прозвищу Фрауэнлоб, произведения которого также присутствуют в Манесском кодексе.

## Брак и дети

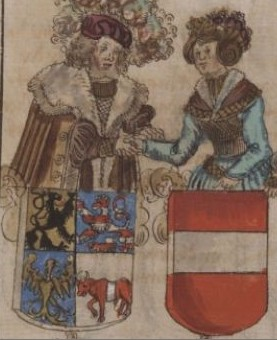
Генрих III Благословенный и Констанция Австрийская

1-я жена: с 1 мая 1234 Констанция Австрийская (ок. 1212—1243 до 5 июня), дочь герцога Австрии Леопольда VI и Феодоры Ангелины. Дети:
- Альбрехт II Негодный (1240 — 20 ноября 1314), пфальцграф Саксонии 1265—1281, ландграф Тюрингии 1265—1307, маркграф Майссена 1288—1292
- Дитрих II (1242 — 8 февраля 1285), маркграф Ландсберга с 1265

2-я жена: с 1244 Агнес Чешская (ум. 10 августа 1268), дочь короля Чехии Вацлава I и Кунигунды Швабской. Детей от этого брака не было.
3-я жена: ранее 1273 Елизавета фон Мальтиц (1238/1239 — 25 января 1333), дочь Ульриха фон Мальтиц. Дети:
- Фридрих Клемм (1273 — 25 апреля 1316), маркграф Дрездена
- Герман Длинный